# Euphorbia buhsei
Euphorbia buhsei es una especie fanerógama perteneciente a la familia de las euforbiáceas. Es endémica desde Irán a Mongolia.

## Taxonomía
Euphorbia buhsei fue descrita por Pierre Edmond Boissier y publicado en Prodromus Systematis Naturalis Regni Vegetabilis 15(2): 167. 1862.
Etimología
Euphorbia: nombre genérico que deriva del médico griego del rey Juba II de Mauritania (52 a 50 a. C. - 23), Euphorbus, en su honor – o en alusión a su gran vientre –  ya que usaba médicamente Euphorbia resinifera. En 1753 Carlos Linneo asignó el nombre a todo el género.
buhsei: epíteto otorgado en honor del botánico letón Friedrich Alexander Buhse (1821-1898), recolector de plantas por el Cáucaso y Persia junto a Pierre Edmond Boissier.
Sinonimia
- Euphorbia buhsei var. lasiostemon Boiss.
- Euphorbia kopetdaghensis Korovin ex Prokh.
- Galarhoeus buhsei (Boiss.) Prokh.
- Tithymalus buhsei (Boiss.) Prokh.[5]